# Р-102 «Клюква»

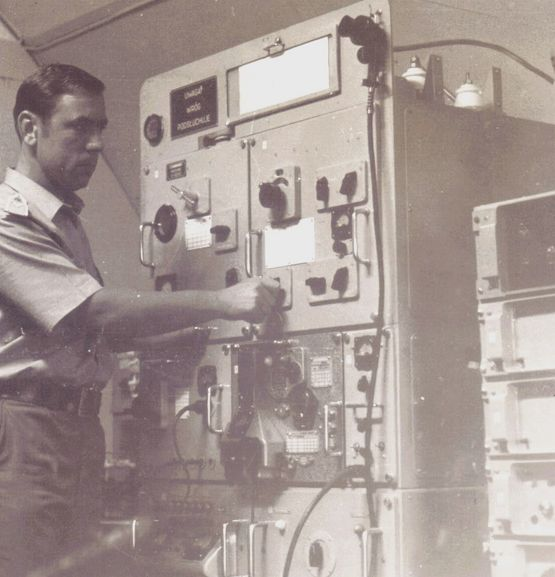
Радиостанция Р-102

Р-102 «Клюква» — автомобильная КВ-радиостанция средней мощности фронтовых радиосетей, головная в одноимённой серии. Выпускались модификации Р-102М, Р-102М2 и Р102-М3. Состояла на вооружении Народного Войска Польского до 1990 года.

## Описание
Радиостанции подобных семейств были предназначены для обеспечения беспоисковой, бесподстроечной телеграфной и телефонной двухсторонней радиосвязи в составе узла связи или автономно. 
Наиболее широкое распространение получили модификации Р-102М2 и Р-102М3 (производились с 1976 года), отличие которых заключалось в числе автомобилей, необходимых для размещения: для Р-102М2 требовалось два автомобиля ЗиЛ-157ЕГ с кузовами-фургонами КУНГ-1М, для Р-102М3 — всего один. В комплект каждой радиостанции входят радиоприёмники Р-154М2 и Р-311. Элементной базой служили радиолампы и возбудитель ВТ-44М. 
Радиостанция Р-102М размещалась на трёх машинах, в её передатчике также присутствовал реостат длиной почти во весь фургон.

## Характеристики[2]
- Диапазон частот: 1,5 — 12 МГц
- Плавный шаг перестройки
- Виды работы: АТ, АМ, ЧТ, ДЧТ
- Мощность:
  - Для ТЛГ — не менее 900 Вт (выходная нагрузка 60 Ом)[4]
  - Для ТЛФ — не менее 250 Вт
- Питание: трехфазная сеть 220/380 В не более 3,6 кВт частотой 50 Гц[3]